# همه سگ‌ها به بهشت می‌روند ۲
همه سگ‌ها به بهشت می‌روند ۲ (به انگلیسی: All Dogs Go to Heaven 2) یک فیلم انیمیشن ماجراجویی، فانتزی، موزیکال آمریکایی محصول سال ۱۹۹۶ که دنباله‌ای بر فیلم انیمیشن همه سگ‌ها به بهشت می‌روند (۱۹۸۹) محصول گلدکرست فیلمز است.

## باکس آفیس
اگرچه بودجه این اثر مشخص نیست، اما این فیلم در آخر هفته افتتاحیه خود ۲ میلیون و ۲۵۶ هزار و ۱۱۸ دلار درآمد کسب کرد و در اکران سینمایی خود به فروشی برابر با ۸ میلیون و ۶۲۰ هزار و ۶۷۸ دلار دست یافت. این بدترین آخر هفته افتتاحیه برای یک فیلم انیمیشن بود که در بیش از ۲۰۰۰ سالن نمایش منتشر شد.